# Рамонь
Рамо́нь — рабочий посёлок, административный центр Рамонского района Воронежской области России и Рамонского городского поселения.
Население — 8500 человек (2021).

## География
Рамонское городское поселение расположено в юго-восточной части Рамонского муниципального района. Административным центром поселения является р. п. Рамонь, являющийся также административным центром Рамонского муниципального района, расположенного в северной лесостепной части Воронежской области, в 37 км от г. Воронежа и имеющего выгодное географическое положение. Рамонское городское поселение граничит на севере с Берёзовским сельским поселением и с запада — с Айдаровским сельским поселением Рамонского муниципального района, на севере и востоке с Вернехавским муниципальным районом и на юге Новоусманский муниципальный район Воронежской области, с юго-запада — городской округ г. Воронеж. Через всю территорию района с севера на юг проходит магистраль федерального значения М-4 «Дон», обеспечивающая связи Центра и юга РФ, от которой ответвляется автодорога местного значения, в направлении р. п. Рамонь. На левом берегу реки Воронеж находится железнодорожная станция Рамонь с пристанционным посёлком, далее в восточном направлении по железнодорожной ветке Рамонь-Графская расположен посёлок Бор. Автостанция Рамонь располагается на улице Юлиуса Фучика.
Расположен на реке Воронеж (приток Дона) в 37 км к северу от Воронежа (по трассе) и в 2 км от железнодорожной станции Рамонь (конечной на ветке от станции Графская).

## История
Впервые упоминается в 1613 году как село. Село возникло в конце XVI века на месте разрушенного монголо-татарами в XIII веке селения Родня. Это селение могло быть основано в конце XI — начале XII веков переселенцами из Черниговской земли, принесшими название с собой со старого места жительства.
В конце XVII века по указанию царя Петра I в Рамони построена корабельная верфь.
В конце XVIII — первой четверти XIX века владельцем был капитан в отставке И. И. Тулинов (1754—1827). В 1826 году он завещал имение своему сыну Николаю Ивановичу Тулинову (1810—1852), при котором в 1840 году был основан сахарный завод. После его смерти 4 года судебной тяжбы между наследниками завершились тем, что в 1856 году во владение вступила его младшая сестра Анна Ивановна, в замужестве Шеле. В 1855 году в селе насчитывалось 540 жителей обоего пола — государственных и помещичьих крестьян; работали свёклосахарный и стеариновый заводы, последний вскоре прекратил деятельность по причине большой конкуренции более мощных свечных производств в Воронеже.
Административно входило в состав Усманского уезда Тамбовской губернии.
В 1895 году заложена опытная-производственная станция по выращиванию сахарной свёклы, что было обусловлено расширением свёкло-сахарного производства на Рамонском сахарном заводе. В 1912 году станция получила статус опытно-селекционной — к этому времени в полной мере была отработана технология отбора наиболее продуктивных сортообразцов сахарной свёклы (в настоящее время — это отдельный населённый пункт ВНИИСС). С 1922 года по 1929 год опытно-селекционная станция являлась подразделением кафедры земледелия Воронежского СХИ. В эти годы здесь работал селекционер сахарной свёклы А. Л. Мазлумов. В 1948—1949 годах, впервые в мире, на опытно-селекционной станции были получены и размножены первые образцы односемянной сахарной свёклы, что позволило совершить переворот в технологии выращивания сахарной свёклы, теперь при высеве одного семени получали одно растение (ранее из клубочка семян получали 2-3 ростка). Осенью 1959 года опытную станцию посетил с рабочим визитом председатель Совмина СССР Никита Хрущёв. Задачи были поставлены немалые: стать ведущим селекционным центром по сахарной свёкле как в СССР, так и в Европе, собрать в кулак все передовые достижения отечественной селекции, немедленно внедрять в производство передовые высокопродуктивные сорта и гибриды сахарной свёклы. В 1965 году станция получает статус Всесоюзного научно-исследовательского института сахарной свёклы и сахара (ВНИИСС).
Статус посёлка городского типа — с 1938 года.

## Население
| 1859  | 1897  | 1959  | 1970  | 1979  | 1989  | 2002  |
| ----- | ----- | ----- | ----- | ----- | ----- | ----- |
| 880   | ↘842  | ↗8128 | ↘7150 | ↗8384 | ↗8729 | ↘8039 |
| 2009  | 2010  | 2012  | 2013  | 2014  | 2015  | 2016  |
| ↘7540 | ↗8354 | ↘8313 | ↗8395 | ↗8443 | ↘8381 | ↗8409 |
| 2017  | 2018  | 2020  | 2021  |       |       |       |
| ↘8404 | ↗8443 | ↗8545 | ↘8500 |       |       |       |

Национальный состав
По итогам переписи населения 2020 года проживали следующие национальности (национальности менее 0,1 % и другое, см. в сноске к строке «Другие»):
| Национальность | Численность, чел. | Доля     |
| -------------- | ----------------- | -------- |
| Русские        | 8069              | 94,93 %  |
| Армяне         | 94                | 1,11 %   |
| Украинцы       | 43                | 0,51 %   |
| Таджики        | 13                | 0,15 %   |
| Другие         | 281               | 3,30 %   |
| Итого          | 8500              | 100,00 % |

## Экономика
В посёлке — фабрика художественной керамики(в настоящее время ликвидирована), сахарный завод «Рамонский сахар» (в настоящее время ликвидирован), пищекомбинат, хлебозавод(закрыт), птицефабрика, кондитерская фабрика и другие предприятия. ООО «Бетагран Рамонь» — дочернее предприятие ЗАО «Щёлково Агрохим».

## Достопримечательности
Сохранился ряд архитектурных памятников:
- Дворец Ольденбургских (1887).
- Усадьба Ольгино (1906).
- В селе Новоживотинное — Дом-музей поэта Д. В. Веневитинова;
- В селе Горожанка — усадьба дворян Веневитиновых (XIX век), усадьба помещика Михайловского;
- В селе Чертовицы — Архангельская церковь.

Также в посёлке есть вновь построенная Никольская церковь.
В районе посёлка — научно-исследовательский институт сахарной свёклы и сахара, научно-исследовательский институт защиты растений, а также Воронежский заповедник.

## Известные люди
- Великая княжна, младшая дочь императора Александра III, принцесса Ольденбургская Ольга Александровна[25]
- Его высочество принц Пётр Александрович Ольденбургский[25]
- Элеонора Валериановна Беляева (урожд. — Матвеева; 1935—2015) — советский и российский музыкальный редактор, бессменная ведущая программы «Музыкальный киоск», более 30 лет выходившей на советском телевидении.
- Сергей Иванович Мосин (1849—1902) — российский конструктор стрелкового оружия.
- Александр Иванович Серый (1927—1987) — советский кинорежиссёр, сценарист; режиссёр фильма «Джентльмены удачи».

### Почётные граждане
- Асеев, Илья Тихонович — хирург, Заслуженный врач РСФСР

## Фотографии
- Дворец принцессы Ольденбургской
- Въездные ворота дворца принцессы Ольденбургской
- Грот у дворца принцессы Ольденбургской
- Автостанция в Рамони
- Никольская церковь